# Georgij Tjitjerin
Georgij Tjitjerin (russisk: Георгий Васильевич Чичерин tr. Georgij Vasiljevitj Tjitjerin ; født 24 november 1872 i guvernementet Tambov, død 7 juli 1936 i Moskva), var en sovjetisk politiker og udenrigsminister.

## Biografi
Efter at have gjort tjeneste i tsarens diplomatkorps tilsluttede Tjitjerin sig til den socialdemokratiske bevægelse, først til mensjevikkerne og senere til bolsjevikkerne. Han blev tvunget til at flygte fra Rusland i 1904 på grund af sine politiske aktiviteter og tilbragte herefter 14 år i Berlin, Paris, London og Bryssel. Han blev i 1907 sekretær i Ruslands Socialdemokratiske Arbejderpartis udlandsafdeling, men blev arresteret og året efter udvist fra Tyskland. Ved første verdenskrigs udbrud flygtede han fra Bryssel til London, hvor han blev udnævnt til sekretær for Komitéen for russiske flygtninge og efter februarrevolutionen i 1917 og afsættelsen af tsaren blev han sekretær i en komité for de russiske emigranters hjemrejse. På grund af hans krigsmodstand, en opfattelse han delte med Vladimir Lenin, blev han fængslet i Storbritannien, som ønskede, at Rusland skulle fortsætte krigen.
Efter oktoberrevolutionen i 1917 og bolsjevikkernes magtovertagelse lykkedes det Lev Trotskij at få ham frigivet ved en udveksling med den britiske ambassadør, der var fængslet i Rusland. I januar 1918 kunne han vende tilbage til Moskva, hvor han omgående blev udnævnt til vice-folkekommissær for udenrigsanliggender under Trotskij. Straks efter at freden i Brest-Litovsk blev underskrevet i februar 1918, efterfulgte han Trotskij, da Trotskij havde talt for en mindre kompromisvenlig linje overfor Tyskland og centralmagterne. Som folkekommissær for udenrigsanliggender (udenrigsminister) deltog Tjitjerin i Genuakonferencen i 1922 og underskrev Rapallotraktaten samme år, der erstattede aftalen fra Brest-Litovsk og indebar, at Rusland fik tabte landområder tilbage, og at diplomatiske forbindelser blev genoprettet med Weimarrepublikken. I december samme år blev Sovjetunionen oprettet.
Tjitjerin trak sig tilbage i 1930.
Tjitjerin var nevø til den russiske filosof og jurist Boris Tjitjerin.